# Tjažinskij
Tjažinskij è una cittadina della Russia siberiana meridionale (oblast' di Kemerovo); appartiene amministrativamente al rajon Tjažinskij, del quale è il capoluogo.
Sorge nella parte nordorientale della oblast', 221 chilometri a nordest del capoluogo Kemerovo.